# Тома Попилиев
Тома (Томе) Попилиев Василев е български духовник и революционер и деец на Вътрешната македоно-одринска революционна организация.

## Биография
Роден е в мехомийското село Белица, тогава в Османската империя. Баща му Илия, с прякор Дели Папаз, е свещеник, архимандрит в Белица. Томе става български екзархийски свещеник, който в продължение на 15 години е начело на българската черковно-училищна община и е един от водачите на ВМОРО в Белица. Убит е от османските власти при опожаряването на Белица след . 
На 17 септември (стар стил) 1902 година поп Тома Василев отива уж по църковни работи в град Мехомия, а всъщност да провери положението на затворени революционери, пренасящи оръжие. На връщане към Белица е проследен от заптии и при Бачевската река е удушен и хвърлен в една урва, която носи името Поптомовото дере.
След смъртта на поп Томе и опожаряването на Белица по време на Илинденско-Преображенското въстание, семейството, начело с майката Павла Поптомова, бяга от селото.
Негови синове са революционерът Васил Поптомов и българският политик Владимир Поптомов.